# ماذا لو! (مسلسل تركي)
ماذا لو! أو ماذا لو أحببت كثيرا أو ماذا لو؟ (بالتركية: Ya Çok Seversen)‏ هو مسلسل تلفزيوني درامي تركي؛ عرض على قناة كانال دي في 6 يوليو 2023..

## البث الدولي
تم دبلجة المسلسل إلى العربية باللهجة السورية وعُرض على قناة إم بي سي 4. وبالدبلجة الفارسية على إم بي سي الفارسية.

## روابط خارجية
- ماذا لو! على موقع IMDb (الإنجليزية)
- ماذا لو! على موقع فيلمافينيتي (الإسبانية)
- ماذا لو! على موقع كينوبويسك (الروسية)
- ماذا لو! على موقع قاعدة بيانات الفيلم (الإنجليزية)
- كانال دي'على موقعها الرسمي Ya Çok Seversen
- ماذا لو!  في قاعدة بيانات الأفلام على الإنترنت (بالإنجليزية)
- . على يوتيوب
- yacokseversentv على تويتر.
- ماذا لو! على إنستغرام
- ماذا لو!  على فيسبوك.